# 梁艺
梁艺（1979年1月12日—），本名梁琼，女，湖南冷水江人，中国大陆新闻从业员及主持人，一级播音员，现时供职于娄底广播电视台。2012年10月，其成为中国电视史上第一位坐在轮椅上报告新闻的女性播音员。2019年9月，其入选由中共中央宣传部、中央文明办评选的该月度“中国好人”。

## 生平

### 早年
1979年，梁艺出生于中国湖南省涟源地区冷水江市，自小因能歌善舞受到周围人物的喜爱。6岁时，其便在当地少年宫学习播音主持艺术。12岁时，其首次参加歌唱比赛，并取得良好成绩；1995年，其成为湖南省第七届青年歌手电视大奖赛年龄最小的参赛选手，并在该赛事的准决赛中获得优秀奖；同年，其又在娄底地区第一届业余电视节目大赛上取得二等奖。此后，其便以“成为最优秀的主持人”为理想，并在1997年由娄底师范高等专科学校考入北京广播学院。
2001年，当时将要从北京广播学院毕业的梁艺先是在山东卫视的《文化传真》节目组做了一段时间的见习主持人。4月，其入职尚在筹备的湖南电视台都市频道，随后于5月27日担任了该频道启播礼的主持人，并在接下来的一段时间内先后主持了该频道的《都市有情人》《都市新声代》等节目。这期间，由于长沙五一广场的户外电视屏幕经常播放以上节目，其也就时常在工作间隙去该处观看节目，以收集公众意见；此外，由于表现优异，其甚至一度被定为第19届中国电视金鹰奖颁奖礼的主持人。

### 患病及康复
2001年9月22日上午，梁艺在湖南电视台化妆间化妆时感到背部剧烈疼痛，并在化妆师按摩后未见好转的情况下要求送医；抵达医院时，其脖子及以下部分均已失去知觉，最终其被诊断为脊髓海绵状血管瘤，由此高位瘫痪。两个月后，其被转入北京宣武医院进行手术。手术结束后，其先是返回长沙，在马王堆疗养院休养，之后又回到宣武医院进行康复训练。这期间，其于2004年8月1日在他人帮助下建立了个人网站，用于分享自身经历及感悟，同时从事公益活动。
由于治疗费用高企，且梁家家境并不富裕，湖南省广电系统在梁艺患病后的数年时间内多次以划拨专门经费或组织募捐的方式提供帮助；另外，湖南卫视的《真情》节目亦在2004年8月制作特辑，邀请其回到湖南电视台与同事及观众见面，同时筹集后续治疗费用。后来，相声演员姜昆偶然了解到梁艺的情况，并于2006年2月27日在北京华彬大厦组织捐款活动，最终向北京市的演艺界人士筹得十余万元的医疗款项。
2006年，梁艺获得了周大观文教基金会颁发的第九届“全球热爱生命大奖”，并参加“全台走透透”关怀生命系列公益活动；之后，其出版了个人传记《阳光梁艺》。同年12月28日，其主持了中国宋庆龄基金会培训交流中心举办的第二届中华青少年生命教育论坛，此时其上半身已能正常活动，但腰部以下部分仍然瘫痪。随后，其在2007年3月与北京关键帧文化发展有限公司签约，主持后者制作的公益纪录片节目《移山》。2007年10月16日，其在重庆对绿叶义工组织的代表进行专访，并于次日参与了《重庆商报》“明星会客厅”，宣传以上自传及纪录片。此后一段时间内，已成为基督徒的梁艺又主持了一些具有宗教色彩的网络播客节目。
2008年8月31日，梁艺担任了第13届夏季残疾人奥林匹克运动会的火炬手；9月13日，其与濮存昕共同主持“天地人爱”2008年北京残奥会文艺演出。2009年11月13日，其主持了“迎世博”第七届全国残疾人艺术汇演“生命·阳光”晚会。2010年9月，梁艺考入中国传媒大学攻读艺术学硕士学位，并于2013年7月毕业。

### 复出电视圈
2012年10月28日，梁艺回归湖南广播电视台，成为该台公共频道《帮助直通车》节目的主持人，由此重新进入电视圈，成为中国第一位需要坐在轮椅上主持节目的女性播音员。不久后，其被该台举办的芒果V基金聘为“爱心大使”。
2013年5月12日，梁艺在邵阳市出席了该市贫困妇女儿童救助行动启动仪式。11月9日，其与数名湖南广电主持人共同在湖南图书馆主持了诗集《光明在我心》的义卖活动。
2014年3月，其以选手身份参加了安徽卫视语言选秀节目《超级演说家2》的录影。其在初赛阶段发表带有征婚性质的讲演《奢侈的爱情》，由此在网络上引发了一定的讨论；加入陈鲁豫组后，其在复赛阶段发表题为《生命中的意外》的讲演，并获得评审陈建斌及乐嘉的肯定，但因在投票中负于同轮选手林义杰而被淘汰。节目结束后，其又在当年7月参演了陈鲁豫主持的《说出你的故事》节目。
2014年10月1日，梁艺主持了长沙市该年度的“庆国庆”无偿献血主题公益活动。11月26日，其回到母校中国传媒大学参加该校“助学、筑梦、铸人”活动主题报告会。2017年11月26日，其与数名湖南广电主持人共同在长沙图书馆主持了诗集《你若在，我如来》新书分享会，并朗诵其中作品。2018年5月19日，其参加了湖南省残疾人联合会、湖南省教育厅与湖南广播电视台合办的“听见美好生活，我为盲人读本书”大型公益活动。11月7日，其出席了娄底市第一届“名记者、名编辑、名主持人”颁奖礼，并被安排在其中宣讲部分获奖者的事迹。

### 现状
大约于2010年代末期，梁艺由湖南广播电视台转投至娄底广播电视台，并在该台旗下之综合广播担任主持人。
2019年2月，梁艺因为在“湘品出湘”系列活动中对中澳文化交流的贡献被西悉尼大学颁授“中华经典诵读传承与传播贡献奖”。5月，其入选当年4月的“湖南好人榜”，被评为助人为乐类“湖南好人”。6月，其前往塞拉利昂共和国参与了一系列公益活动，并得到时任该国总统的朱利叶斯·马达·比奥之接见。9月，其入选该月度“中国好人榜”。10月初，其与同为“演说家”系列节目学员的寇乃馨等人参加了《超级演说家》环球青少年演说大赛娄底赛区启动礼。
2020年1月19日，梁艺在2019年度“感动中国之感动湖南”人物评选中获得“感动湖南十佳人物”称号。6月30日，其在三一重工长沙产业园出席了“梁尔源工业题材诗歌朗诵会”。

## 作品及演艺记录

### 主持及常驻节目
| 制作公司                        | 节目名称                                                             | 参考及备注          |
| ------------------------------- | -------------------------------------------------------------------- | ------------------- |
| 山东电视台                      | 《文化传真》                                                         | [ 6 ]               |
| 湖南广播影视集团/湖南广播电视台 | 《都市有情人》《都市新声代》《帮女郎帮你忙》（含前身《帮助直通车》） | [ 6 ] [ 24 ] [ 39 ] |
| 青海电视台                      | 《移山》                                                             | [ 3 ]               |

### 著书
| 发行时间   | 书名         | 书号               | 出版者           | 备注 |
| ---------- | ------------ | ------------------ | ---------------- | ---- |
| 2006年12月 | 《阳光梁艺》 | ISBN 7-5318-1740-3 | 黑龙江美术出版社 |      |

### 《超级演说家》参赛记录
| 场次         | 播放时间      | 演讲题目                                      | 赛果                                 |
| ------------ | ------------- | --------------------------------------------- | ------------------------------------ |
| 第二季第三集 | 2014年4月18日 | 《奢侈的爱情》                                | 加入陈鲁豫组                         |
| 第二季第九集 | 2014年5月30日 | 《生命中的意外》 （主题：活在当下，行在今日） | 淘汰                                 |
| 第三季第一集 | 2015年3月21日 | 《说给娘家人的心里话》                        | 加入陈鲁豫组，并与刘媛媛共同担任领队 |

### 其他参演节目
| 播放时间      | 节目名称         | 播放平台 | 参考及备注 |
| ------------- | ---------------- | -------- | ---------- |
| 2004年9月16日 | 《真情》         | 湖南卫视 | [ 40 ]     |
| 2014年7月29日 | 《说出你的故事》 | 安徽卫视 | [ 24 ]     |
| 2014年9月16日 | 《向幸福出发》   | CCTV-3   | [ 41 ]     |

## 相关艺术创作
2014年，娄底市群众艺术馆副馆长杨小仆创作了情景舞台剧《生命之路》。该剧是基于梁艺的事迹进行创作，并于当年9月21日在湖南省第九届残疾人运动会开幕礼文艺表演上公开演出。